# Straßenbahn Minsk

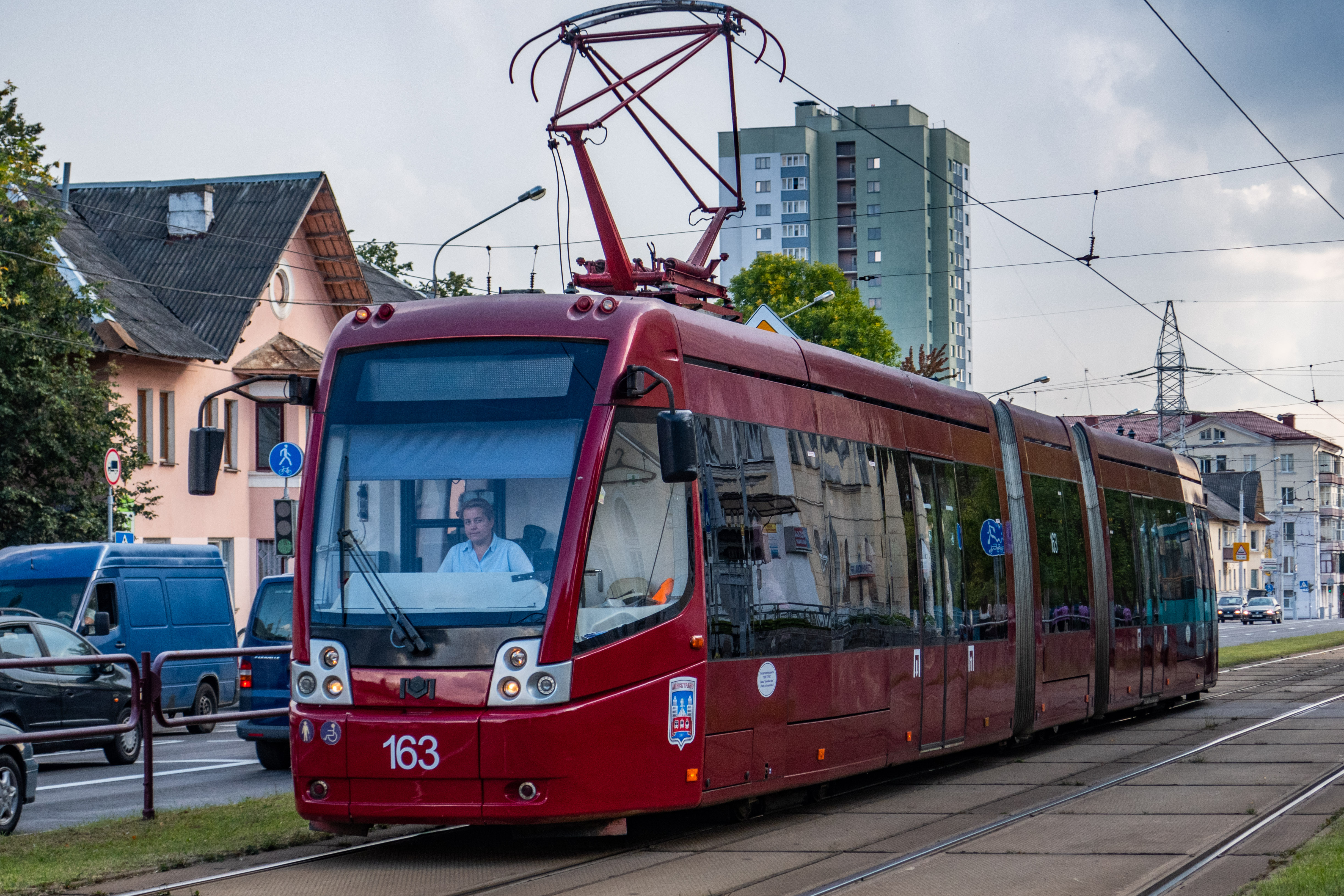
Eine Straßenbahn des Modells AKSM-843 in Minsk von Belkommunmasch

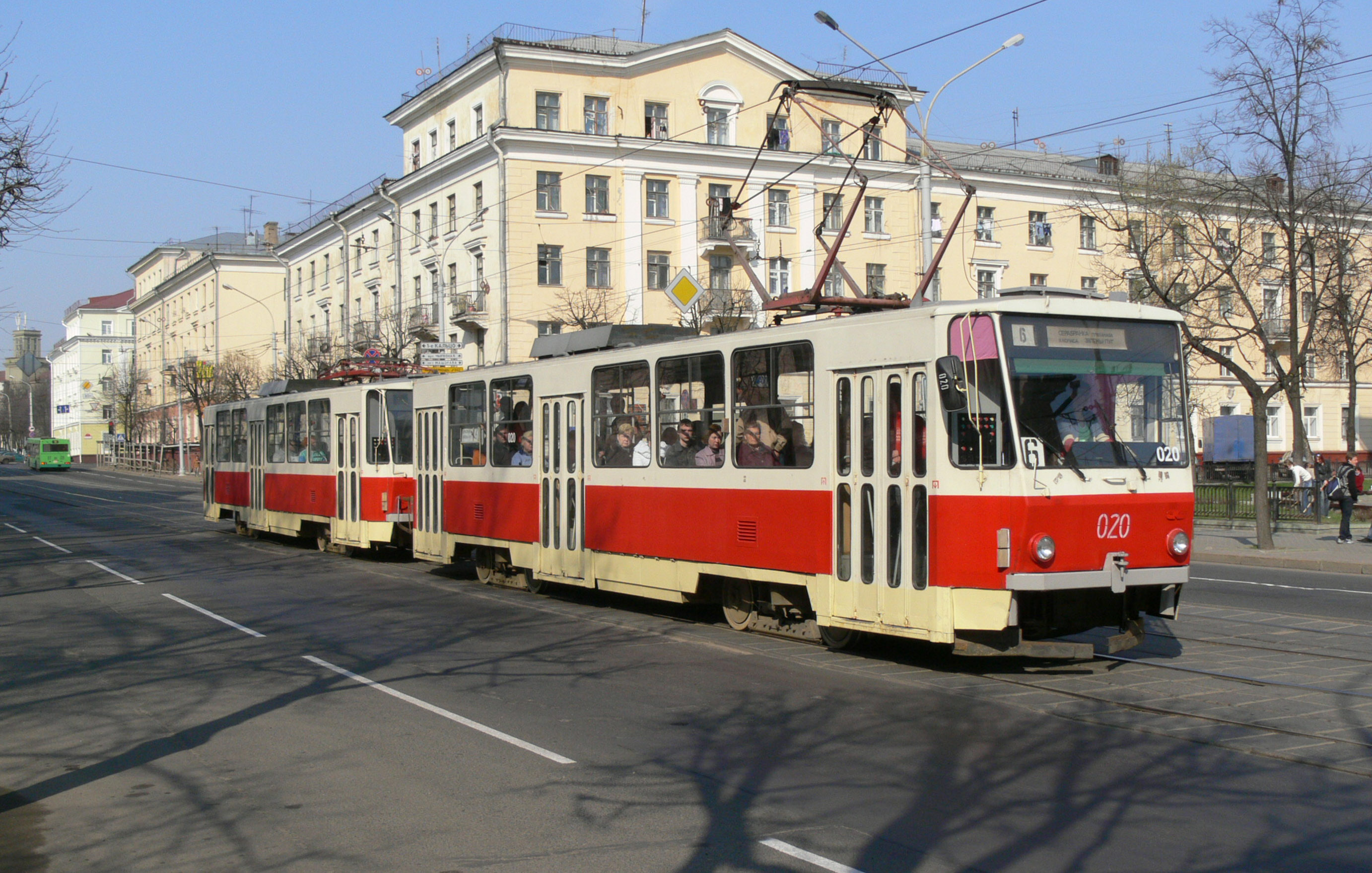
Tatra-Zug in Minsk

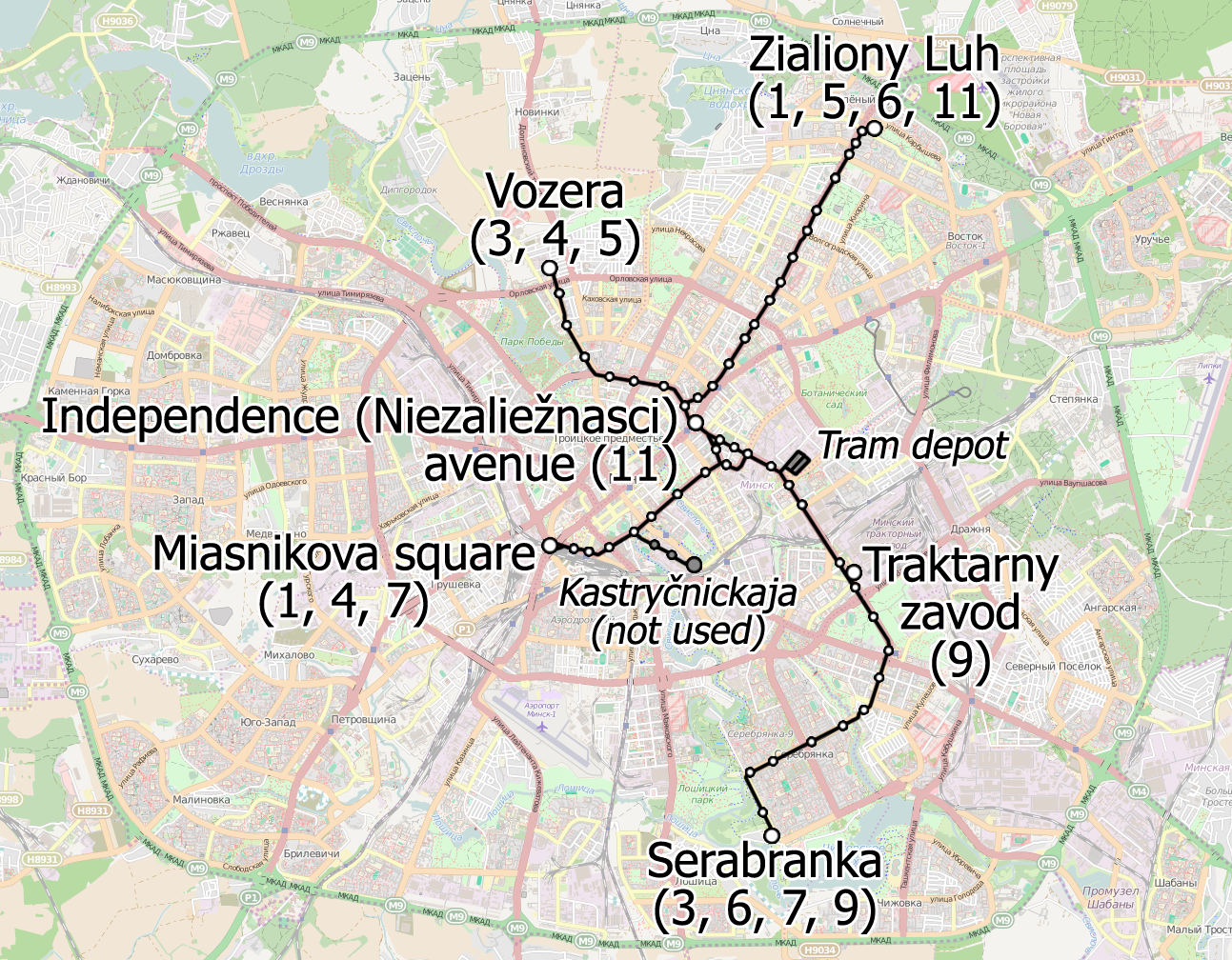
Streckennetzplan

Die Straßenbahn Minsk (belarussisch Мінскі трамвай Minski tramwaj) ist Teil des ÖPNV in der belarussischen Hauptstadt Minsk und betreibt zurzeit zehn Straßenbahnlinien mit der Spurweite 1.524 mm.

## Netz
Das Netz besteht aus zwei Durchmesserlinien und einer kleineren Stichstrecke in der Innenstadt. Die Linienverläufe sind so angeordnet, dass von jedem der fünf Endpunkte alle anderen Endpunkte mit einer eigenen Linie angefahren werden können.

## Geschichte
Die Straßenbahn geht auf eine am 22. Mai 1892 eröffnete Pferdestraßenbahn zurück. Diese wurde zwischen 1890 und 1892 von der „Gesellschaft der städtischen und Vorortpferdeeisenbahnen in Minsk und Woronesch“ gebaut und 1909 durch die „Société des tramways urbains et suburbains de Russie“ übernommen. 1913 ging sie in den Besitz der Stadt Minsk über.
Aufgrund des Ersten Weltkrieges und des anschließenden Bürgerkrieges in Russland war der Betrieb zwischen Mai 1918 und 7. August 1921 stillgelegt. Eingestellt wurde der Betrieb am 20. Januar 1928. Die folgende Elektrifizierung und Umspurung der meterspurigen Bahn dauerte bis zum 13. Oktober 1929. An diesem Tag eröffnete die elektrische Straßenbahn.
Kurzfristige Stilllegungen fanden auch während des Zweiten Weltkrieges statt. So ruhte der Verkehr der Straßenbahn zwischen 25. Juni 1941 und 1. Mai 1943 sowie zwischen Juni 1944 und 30. April 1945.
Während der Zeit der deutschen Besatzung, zwischen 1943 und 1944 wurde von der deutschen Verwaltung eine Straßenbahnlinien wieder intakt gesetzt. Es fuhr eine einzige Straßenbahn von der Haltestelle „Tovarnaya Stantsiya“ (Warendepot) bis zur Haltestelle „Vystavka“ (Ausstellungsgelände).

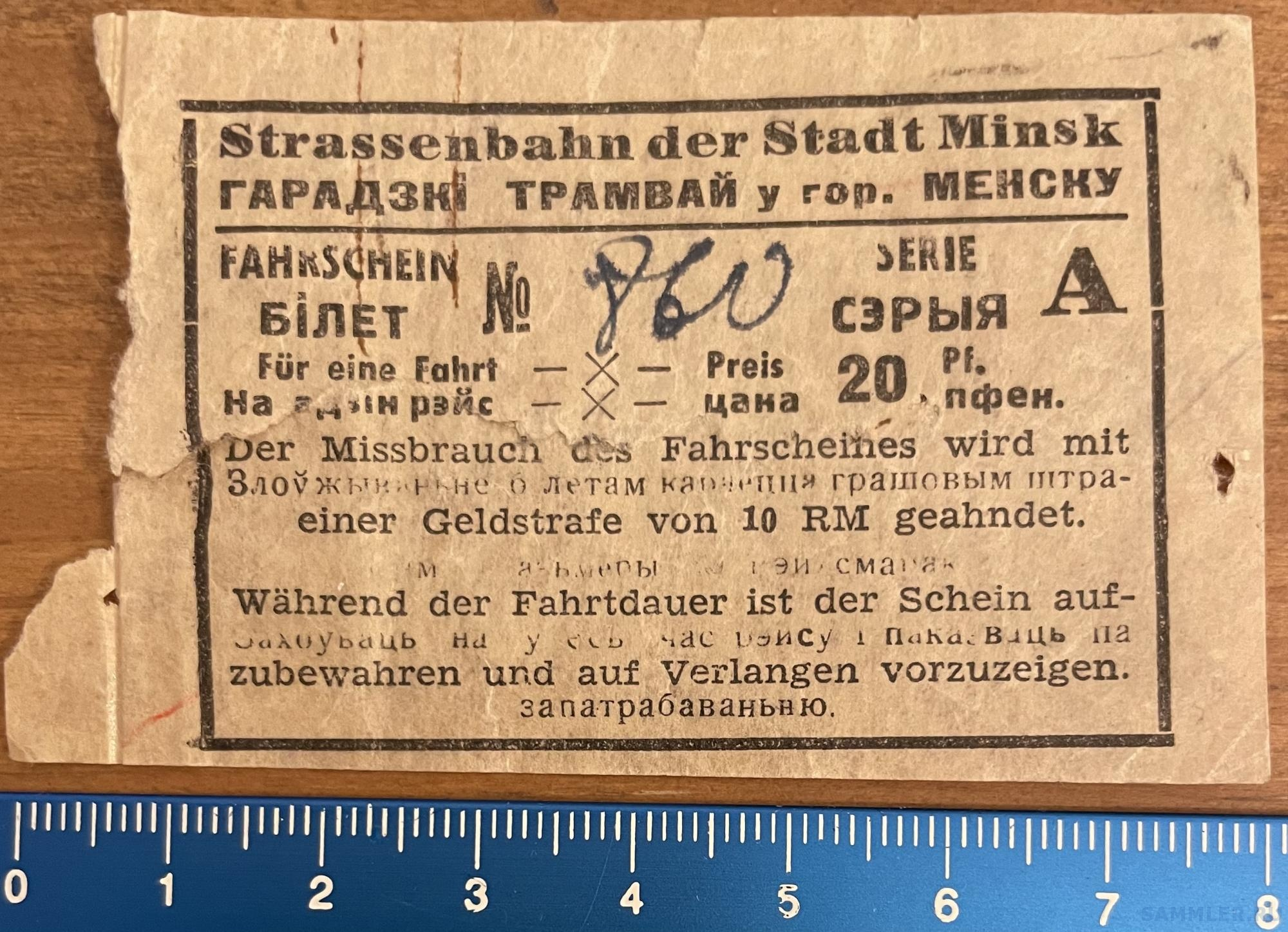
Straßenbahn-Fahrkarte für eine Fahrt in der Minsker Straßenbahn unter der deutschen Besatzung 1943–1944 zum Preis von 20 Reichspfennig.

Das Straßenbahndepot ist 1966 fertiggestellt worden. In den Jahren nach Einführung der Metro am 30. Juni 1984 wurde die Straßenbahn aus den Hauptstraßen der Stadt entfernt und bekam ihren heutigen Streckenverlauf.
Ein Entwicklungsplan für den städtischen Nahverkehr in Minsk sieht bis 2030 umfangreiche Erweiterungen des Straßenbahnnetzes vor.

## Fahrzeuge
Seit mehreren Jahren fahren auf den Linien hauptsächlich die Straßenbahnen des örtlichen Fahrzeugherstellers Belkommunmasch. Früher dominierten Fahrzeuge des lettischen Herstellers RVR, von denen einige allerdings umgebaut worden sind. Hinzu kommen einige Tatra-Fahrzeuge und seit 2003 gebrauchte Wagen aus Karlsruhe. Der örtliche Fahrzeughersteller Belkommunmasch entwickelt Niederflurfahrzeuge für den Einsatz in Minsk, von denen die ersten im Probebetrieb unterwegs sind.